# 파랑새 (1976년 영화)
파랑새(The Blue Bird)는 러시아(구 소련)에서 제작된 조지 큐커 감독의 1976년 모험, 드라마, 가족 영화이다. 제인 폰다 등이 주연으로 출연하였고 폴 마스랜스키 등이 제작에 참여하였다.

## 출연

### 주연
- 제인 폰다
- 에바 가드너

### 조연
- 윌 기어
- 팻시 켄싯
- 토드 루킨랜드
- 로버트 몰리
- 엘리자베스 테일러
- 시실리 타이슨
- 모나 워쉬

## 제작진
- 미술: 발레리 유르케비치
- 의상: 에디스 헤드
- Ass-PD: 에드워드 조셉
- Ass-PD: 존 파머